# Byrsonima nitida
Byrsonima nitida là một loài thực vật có hoa trong họ Malpighiaceae. Loài này được G.Don mô tả khoa học đầu tiên năm 1831.